# Persi Iveland
Per Christian « Persi » Iveland, né le 30 août 1963, est un musicien norvégien. Il est l'ancien bassiste du groupe Wannskrækk, qu'il a fondé en 1979 avec le guitariste Kjartan Kristiansen. Il a ensuite été bassiste du groupe des DumDum Boys, avant d'être remplacé par Aslak Dørum en 1993.